# Cai Xitao
Cai Xitao o Tsai Hse-Tao ( chino : 蔡希陶 ; pinyin : Cài Xitao ; Wade-Giles : Tsai Hsi -tao, nacido en 1911- fallecido el 9 de marzo de 1981) fue un botánico chino de un pueblo cerca de Dongyang, provincia de Zhejiang, China.
En 1928, después de estudiar en diversas instituciones de Hangzhou y Shanghái, aunque sin lograr ningún título, Cai Xitao pudo conseguir un trabajo en el Laboratorio de Botánica Jing Sheng en Pekín ( 北平静生生物调查所 ) a través de conexiones familiares. En 1932, fue transferido a Yunnan, donde trabajó como botánico en el clima templado de la provincia. En 1938, fundó el Instituto de Investigación Botánica de Yunnan ( 云南农林植物研究所 ) en Heilongtan, y actuó como vicepresidente del instituto.
En 1950, Cai Xitao fue encargado del Instituto Botánico Kunming, CAS, y en 1959 el Jardín Botánico Tropical Xishuangbanna fue establecido bajo su control.
Algunos de los especímenes que recolectó son ahora parte del herbarios en la Universidad de Harvard.
- La abreviatura «H.T.Tsai» se emplea para indicar a Cai Xitao como autoridad en la descripción y clasificación científica de los vegetales.[3]